# Okręg wyborczy Orford
Okręg wyborczy Orford powstał w 1529 r. i wysyłał do angielskiej, a następnie brytyjskiej, Izby Gmin dwóch deputowanych. Okręg obejmował miasto Orford w hrabstwie Suffolk. Został zlikwidowany w 1832 r.

## Deputowani do brytyjskiej Izby Gmin z okręgu Orford

### Deputowani w latach 1529–1660
- 1621: Roger Townshend
- 1621: Lionel Tollemache
- 1628: Lionel Tollemache
- 1640: Edward Duke

### Deputowani w latach 1660–1832
- 1660–1679: Walter Devereux
- 1660–1679: Allen Brodrick
- 1679–1679: Lionel Tollemache, lord Huntingtower
- 1679–1685: John Duke
- 1679–1681: Henry Parker
- 1681–1695: Thomas Glemham
- 1685–1689: Lionel Tollemache, lord Huntingtower
- 1689–1690: John Duke
- 1690–1700: Thomas Felton
- 1695–1697: Adam Felton
- 1697–1698: John Duke
- 1698–1700: Charles Hedges
- 1700–1708: Edmund Bacon
- 1700–1701: William Johnson
- 1701–1709: Edward Turnour
- 1708–1722: Clement Corrance
- 1709–1710: William Thompson
- 1710–1721: Edward Turnour
- 1721–1722: Edward Duke
- 1722–1730: Dudley North
- 1722–1727: William Acton
- 1727–1729: Price Devereux
- 1729–1734: William Acton
- 1730–1734: Robert Kemp
- 1734–1741: Richard Powys
- 1734–1738: Lewis Barlow
- 1738–1741: John Cope
- 1741–1746: John Campbell, wicehrabia Glenorchy
- 1741–1759: Henry Bilson Legge
- 1746–1747: John Bateman
- 1747–1754: John Waldegrave
- 1754–1768: John Offley, wigowie
- 1759–1761: Charles FitzRoy, wigowie
- 1761–1768: Thomas Worsley, wigowie
- 1768–1794: Francis Seymour-Conway, wicehrabia Beauchamp
- 1768–1771: Edward Colman
- 1771–1784: Robert Seymour Conway
- 1784–1790: George Seymour Conway
- 1790–1796: William Seymour Conway
- 1794–1807: Robert Seymour Conway
- 1796–1797: Robert Stewart, wicehrabia Castlereagh, torysi
- 1797–1802: Francis Seymour-Conway, hrabia Yarmouth, torysi
- 1802–1806: James Trail, torysi
- 1806–1812: lord Henry Moore, torysi
- 1807–1812: William Sloane, torysi
- 1812–1818: Charles Arbuthnot, torysi
- 1812–1820: Edmond MacNaghten, torysi
- 1818–1821: John Douglas, torysi
- 1820–1820: Horace Seymour, torysi
- 1820–1826: Edmond MacNaghten, torysi
- 1821–1822: Robert Stewart, 2. markiz Londonderry, torysi
- 1822–1826: Charles Ross, torysi
- 1826–1832: Henry Frederick Cooke, torysi
- 1826–1826: Horace Seymour, torysi
- 1826–1830: Quintin Dick, torysi
- 1830–1832: Spencer Horsey de Horsey, torysi